# Gilda Castillo
Gilda Castillo Baraya  (Ciudad de México; 1955), es una artista plástica mexicana. 

## Vida y formación
Inició su aprendizaje con el artista plástico Antonio Navarrete, posteriormente con Angelina Grosso antes de ingresar a la Escuela Nacional de Pintura, Escultura y Grabado La Esmeralda donde estudió pintura y grabado, disciplinas que desarrollará a lo largo de su trayectoria.
A la par de sus estudios de pintura, Gilda Castillo estudió Lengua y Literatura Hispánicas en la Facultad de Filosofía y Letras de la Universidad Nacional Autónoma de México, donde también realizó la maestría en Literatura Iberoamericana.
En 1980, junto con  Magali Lara y Emma Cecilia García formó parte del proyecto curatorial para la exposición Pintoras mexicanas que se presentó en el Kunstlerhaus Bethanien, en Berlín, RFA.

Ha colaborado en proyectos editoriales para la UNAM, el Instituto Nacional Indigenista, el INAH y la Dirección de Artes Plásticas del INBAL. Fue responsable de la edición del boletín trimestral El Alcaraván del Instituto de Artes Gráficas de Oaxaca, impulsada por Francisco Toledo. Angélica Abelleyra afirma de Gilda:
Su amor por la plástica y la literatura es pleno. Uno la salva del otro, la complementan. Porque la libertad que encuentra al dibujar sus mapas que son cuerpo y geografías, se equilibra con el rigor del trabajo editorial que ocupa sus días..

## Obra
En sus obras usa técnicas mixtas sobre papel, óleo sobre tela de formatos diversos, dibujo, gráfica y libros de artista. Uno de los temas que destaca en su trabajo es el paisaje, que ha abordado de muy diversas maneras pero siempre como una interpretación del espacio, ya sea del territorio nacional, o de su entorno más inmediato sin una topografía precisa, en obras como Mapas, Territorios Circundados, Atrapando al sol, Murmurando de noche y Ensartando relámpagos.
 

Para Edgar Alejandro Hernández Gilda
pinta a la República Mexicana en rostros; se inspiró en el dolor por la muerte paterna.
Gilda Castillo ha exhibido su trabajo en México y en Estados Unidos, Alemania, Francia, España, Egipto, entre otros. En la década de 1970 formó parte del Grupo Março. Forma parte del Sistema Nacional de Creadores de Arte del FONCA.

## Exposiciones
- "El espacio de los paisajes", 1994, Museo de Arte Carrillo Gil, México, D.F.
- "Incendies", Centre Culturel duMexique, París, Francia
- "Gilda Castillo. Pintura y dibujo 1990-1998", Galería Casa del Tiempo, UAM, México, D.F.
- "Gilda Castillo. Fragmentos", Centro Cultural Isidro Fabela, Casa del Risco, México, D.F.
- "Una mirada alrededor. Pintura de Gilda Castillo", Museo de Arte de Querétaro, Querétaro.
- "Gilda Castillo, Gráfica y Dibujo", 2009, exposición en Cine Morelos, Cuernavaca Morelos.[3]
- "Gilda Castillo. Obra reciente" Galería de la Rectoría de la UAM, Ciudad de México.[5]
- Paralelismos plásticos en México, Cuatro décadas en la Colección BBVA Bancomer (1960-1990)[2]
- Exposición colectiva, "Mapas", (sin fecha), curada por Patricia Álvarez, en la Galería López Quiroga.[4]
- Tras-figuraciones, Galería del ISSSTE, Ciudad de México
- Una mano se posa en el espacio, Pintura, dibujo y cuadernos, Casa Universitaria del Libro, Difusión Cultural, UNAM
- El espacio habitable, Galería Ex Colegio de Cristo, Instituto Cultural de Aguascalientes (2019)

## Algunas publicaciones
- Enmudeció mi playa. Ilustración de Gilda Castillo. México: Galería López Quiroga, 2000[6]
- Gilda Castillo, Colección Artistas en México, Taller Gráfica Bordes, núm. 27